# Rodrigo Amaral
Rodrigo Nahuel Amaral Pereira (ur. 25 marca 1997 w Montevideo) – urugwajski piłkarz występujący na pozycji cofniętego napastnika lub ofensywnego pomocnika, od 2025 roku zawodnik Montevideo Wanderers.